# Matrimonio a sorpresa
Il matrimonio a sorpresa è una norma del diritto canonico basata sulla regola tradizionale che prevedeva che "ministri" del matrimonio devono essere ritenuti i due sposi, e che il sacerdote svolgesse la funzione di testimone autorizzato e impegnato a convalidare la volontà espressa secondo le formule rituali dai due nubendi. Il Concilio di Trento (1545-1563) con il decreto Tametsi, pur ribadendo la validità canonica del matrimonio di tale natura, stabilì regole di forma per la celebrazione. Tuttavia esse vigevano solo là dove lo stesso decreto Tametsi era stato pubblicato.
L'uso di questa forma straordinaria di matrimonio era pertanto in realtà limitato a situazioni particolari ed estreme, perché si prestava a strumentalizzazioni ambigue.
La norma restò in vigore fino ai primi anni del Novecento: emanazione del decreto Ne Temere (1907) e poi del Codice di diritto canonico (1917).
Un esempio di matrimonio a sorpresa viene riportato dal romanzo di Alessandro Manzoni, I promessi sposi.
Nel romanzo l'idea del matrimonio a sorpresa viene riportata confusamente da Agnese a Renzo Tramaglino e Lucia Mondella.
Agnese sa che, per la validità di un matrimonio, è sufficiente che i fidanzati si rechino con due testimoni dal sacerdote e pronuncino in sua presenza la formula rituale. Si tratta di un ripiego poco corretto, ma giustificato nel loro caso dalle circostanze avverse.
(Agnese, I promessi sposi, Capitolo VI (rr 214-221))
Alla proposta di Agnese, Renzo si mostra entusiasta, ma Lucia è contraria al progetto poiché esso prevede dei sotterfugi.
Il matrimonio a sorpresa fallisce grazie alla pronta reazione di Don Abbondio che impedisce a Lucia di pronunciare le parole rituali.